# The Trammps
The Trammps fue una banda estadounidense formada en Filadelfia en 1972, pionera de la música disco. Su primer mayor éxito fue en 1972, con Zing! Went the Strings of My Heart. Su primera canción de estilo disco fue Love Epidemic, lanzada en 1973.[cita requerida]
Son muy recordados por su gran éxito "Disco Inferno" (1977), que se incluyó en la banda sonora de la película Saturday Night Fever, que en mayo de 1978 alcanzó la posición número 11 en el Billboard Hot 100.[cita requerida]
También fueron éxitos Hold Back the Night (1975) y That's Where the Happy People Go (1976).[cita requerida]
A finales de 1977, The Trammps grabó la canción "The Night the Lights Went Out" para conmemorar el apagón eléctrico que afectó a la ciudad de Nueva York el 13 de julio de 1977 (New York City Blackout de 1977).[cita requerida]
En el 2000, Jerry Mills Collins, miembro del grupo, fue declarado culpable de golpear a su esposa con una pistola en el Día de San Valentín, cuando sospechaba una infidelidad por parte de ella. Collins fue declarado culpable y condenado de 12 a 35 años de prisión.[cita requerida]
El 19 de septiembre de 2005, el grupo firmó un acta para que "Disco Inferno" se incluyera en el Salón de la Fama de la Música Dance, en una ceremonia reservada en Nueva York.[cita requerida]

## Discografía
- Trammps (1975, Golden Fleece Records/Atlantic Records)
- Disco Inferno (1976, Atlantic Records)
- Where the Happy People Go (1976, Atlantic Records)
- The Trammps III (1977, Atlantic Records)
- The Whole World's Dancing (1979, Atlantic Records)
- Mixin' It Up (Atlantic 1980)
- Slipping Out (1980, Atlantic Records)
- Up On The Hill 1983 (12" Release)(9:20) / Up On The Hill (Instrumental)(5:23)

## Miembros

### Originales
- Norman Harris - vocal/guitarra
- Ronald Baker - vocal/bajo
- Earl Young - vocal/batería

### Cerca de 1980
- Jimmy Ellis - vocal
- Robert Upchurch - vocal
- Harold Wade - vocal/guitarra
- Stan Wade - vocal/bajo
- Earl Young - vocal/batería